# تمیرائول
تمیرائول (به لاتین: Temiraul) یک منطقهٔ مسکونی در روسیه است که در داغستان واقع شده‌است.